# Melissoptila mirnae
Melissoptila mirnae är en biart som beskrevs av Urban 1998. Melissoptila mirnae ingår i släktet Melissoptila och familjen långtungebin. Inga underarter finns listade i Catalogue of Life.